# Retrato de una negra
Retrato de una negra es un cuadro de la pintora Marie-Guillemine Benoist, realizado en 1800, que se encuentra en el Museo del Louvre, París.
La obra, realizada solo seis años después de la abolición de la esclavitud en las colonias francesas, simboliza la emancipación de los hombres y mujeres negros. Con esta obra, la autora rompe la costumbre de los pintores occidentales de representar a los habitantes de países no europeos con vestimentas exóticas.
Benoist presentó esta obra en el Salón parisino de 1800, provocando la expectación y la sorpresa, así como la crítica de algunos por equiparar artísticamente a esclavos con personas libres.